# Franz Wenzel von Wallis
Graf Franz Wenzel von Wallis auf Carrighmain (* 4. Oktober 1696; † 14. Januar 1774 in Wien) war k. k. Feldmarschall, Ritter des goldenen Vließes und Chef des Infanterie-Regiments Nr. 11.

## Familie
Wallis entstammte einer alten ursprünglich irischen Familie Wallis von Carighmain, deren österreichischer Stammvater Richard Wallis († 1632) als irischer Offizier in kaiserliche Dienste trat.
Er entstammte der Linie Budwitz und war der einzige Sohn des Freiherrn Franz Ernst von Wallis auf Carrighmain († 12. Dezember 1702) und dessen Ehefrau, der Freiin Anna Theresia von Rziczan († 1722).

## Leben
Er studierte zunächst Jura und Philosophie in Leipzig und Prag, er sollte danach in die kaiserliche Administration gehen. Er trat dann aber in die kaiserliche Armee ein und wurde Leutnant der Grenadiere im Infanterie-Regiment (Jung-Daun). Seine ersten Kämpfte sah er bei der Belagerung von Freiburg. Er kämpfte 1716 und 1717 im Türkenkrieg und 1720 in Sizilien. Im Jahr 1727 wird er in einem Bericht des englischen Bevollmächtigten St. Saphorin einer der begabtesten und unterrichtetsten Offiziere des österreichischen Heeres genannt. Wallis war zu diesem Zeitpunkt bereits zum Oberst aufgestiegen. Er wurde 1731 Chef des Infanterie-Regiments Nr. 59, wurde 1733 zum Generalfeldwachtmeister befördert und stand bei der Armee in Italien. In der Schlacht bei Parma am 29. Juni 1734 wurde er verwundet. Im Jahr 1735 wurde er zum Feldmarschall-Lieutenant befördert und stand unter dem Feldzeugmeister Seckendorff am Rhein. Am 17. April 1736 wurde er zum wirklichen Hofkriegsrat ernannt und zu Johann Pálffy zur Armee in Ungarn versetzt. Dort zeichnete er sich bei der Belagerung von Usitza sowie den Feldzügen in den Jahren 1738 und 1739 aus. 1739 wurde er Chef des Infanterie-Regiments Nr. 11. Im November 1739 wurde er in die Festung Glogau versetzt, die er zunächst in einen brauchbaren Zustand versetzen musste. Am 16. Dezember 1740 marschierte Friedrich II. in Schlesien ein, der erste Schlesische Krieg brach los. Die Österreicher hatten Schlesien bereits geräumt, nur in den Festungen Glogau, Brieg und Neiße verblieben noch schwache Garnisonen.
Anfang Januar 1741 erreichten die Preußen unter Leopold von Anhalt-Dessau Glogau und es erfolgte die Aufforderung zur Kapitulation, die aber abgelehnt wurde. Im Anfang März folgte die zweite Aufforderung, die ebenfalls zurückgewiesen wurde. In der Nacht vom 8. auf den 9. März stürmten die Preußen die Festung, die Österreicher bemerkte den Angriff erst als die Preußen bereits die Wälle überstiegen hatten. Wallis und der Generalmajor Franz Wenzel von Reisky von Dubnitz (* 20. August 1687; † 3. August 1741) versuchten noch einen Widerstand zu organisieren und gerieten in Gefangenschaft. Reisky wurde schwer verletzt. Wallis wurde nach Berlin gebracht und dort interniert, aber bereits am 10. August – kurz vor dem Waffenstillstand am 9. Oktober – ausgetauscht.
Der Karriere von Wallis tat die Sache keinen Abbruch. Im Mai 1742 kam er zur Armee in Bayern, im Juli erfolgte seine Ernennung zum Feldzeugmeister. Im November 1742 konnte er sich bei Leutmeritz auszeichnen.
Während des zweiten Schlesischen Krieges war er bei den Feldzügen 1743 und 1744 zunächst am Rhein, in der Oberpfalz und in Böhmen unter dem Befehl des Herzogs Karl Alexander von Lothringen. Als Friedrich II. Prag bedrohte wurde die Armee schnell nach Böhmen verlegt. Dort kämpft er am 14. Februar 1745 bei Habelschwerdt und am 4. Juni bei Hohenfriedberg.
Nach dem Krieg wurde Wallis am 21. Oktober 1751 als kommandierender General nach Siebenbürgen versetzt und blieb es bis 1758 (Gubernator von Siebenbürgen). Am 29. Juni 1754 erfolgte die Beförderung zum Feldmarschall, außerdem erhielt er am 30. November 1765 den Orden vom Goldenen Vließ (Nr. 776). Nach seinem Tod 1774 in Wien wurde er im Erbbegräbnis in Mährisch Budwitz beigesetzt.
Wallis wurde am 14. Juli 1726 in den Reichsgrafenstand und am 10. Mai 1735 in den böhmischen Grafenstand erhoben und erhielt auch das Siebenbürger Indignat. Am 17. August 1736 kaufte er das Gut Büdwitz (für 112.500 Gulden an die Gräfin Schamburg). 1753 kaufte er das benachbarte Franing Jankau und Kincic. In Böhmen kaufte er vom Grafen Sobek für 150.000 Gulden die Güter Budickovic und Rotenburg.

## Familie
Wallis heiratete am 23. Juli 1726 die Gräfin Maria Rosa Regina von Thürheim (* 7. September 1705; † 20. März 1777), Tochter von Graf Franz Sebastian von Thürheim. Das Paar hatte mehrere Kinder:
- Franz Ernst (* 23.  Februar 1729; † 18. April 1784), k. k. Kämmerer ⚭ Gräfin Maria Maximiliane von Schaffgotsch (* 6. Februar 1741; † nach 1805)[5]
- Michael Johann Ignaz (* 4. Januar 1732; † 18. Dezember 1798), Feldmarschall, Malteser Ritter
- Olivier Remigius (* 1. Oktober 1742; † 19. Juli 1799) ⚭ Freiin  Walburga von Hennet (* 11. Juni 1763; † 21. Februar 1844)
- Joseph (* 9. Juli 1747; † 27. November 1793), Kanon in Olmütz
- Antonia (* 25. Juni 1732), Salesianernonne
- Rosa (* 12. Juni 1744)
- Karoline (* 2. November 1737; † 14. Februar 1761), Salesianernonne
- Maximiliane (* 20. Juni 1740; † 1774) ⚭ 1763 Graf Philipp von Welsperg-Raitenau (1736–1806), Diplomat in Kopenhagen, Gouverneur der Steiermark[6]